# Qiqihar
Qiqihar (chineză: 齐齐哈尔市/齊齊哈爾市 Qíqíhā'ěr Shì) este un oraș district cu 5,611 mil. loc. și o suprafață de 42.469 km², situat în sud-vestul provinciei Heilongjiang din nordul Chinei. Numele orașului provine din limba daură  (în traducere „Târg”). Temperatura medie anuală fiind 3,2 °C, în ianuarie  -25,7 °C iar în iulie 22,8 °C.

## Subdiviziuni administrative
- Longsha (龙沙区/龍沙區), 283 km², 300.000 loc.
- Jianhua (建华区/建華區), 81 km², 220.000 loc.
- Tiefeng (铁峰区/鐵峰區), 695 km², 300.000 loc.
- Ang'angxi (昂昂溪区/區), 623 km², 90.000 loc.
- Hulan Ergi (富拉尔基区/富拉爾基區), 375 km², 270.000 loc.
- Nianzishan (碾子山区/區), 290 km², 80.000 loc.
- Meilisi der Daur (梅里斯达斡尔族区/梅裏斯達斡爾族區), 1.948 km², 170.000 loc.
- Nehe (讷河市/訥河市), 6.664 km², 640.000 loc.
- Longjiang (龙江县/龍江縣), 6.197 km², 600.000
- Nong'an (依安县/縣), 3.780 km², 490.000 loc.
- Tailai (泰来县/泰來縣), 4.061 km², 320.000 loc.
- Gannan (甘南县/縣), 4.384 km², 380.000 loc.
- Fuyu (富裕县/縣), 4.335 km², 280.000 loc.
- Keshan (克山县/縣), 3.632 km², 460.000 loc.
- Kedong (克东县/克東縣), 2.083 km², 280.000 loc.
- Baiquan (拜泉县/縣), 3.569 km², 550.000 loc.